# Монторсайо
Монторсайо (итал. Montorsaio) — фракция коммуны Кампаньятико в Италии, располагается в области Тоскана, в провинции Гроссето.

## Физическая география
Центр Монторсайо расположен к северо-востоку от Батиньяно, на вершине холма, который является одним из юго-восточных ответвлений массива Монте Леони. Монторсайо находится примерно в 14 км от муниципальной столицы, Гроссето, в сельской местности Мареммы, в долине Омброне. Деревня расположена на высоте 384 метра над уровнем моря, в ней проживает 178 человек (2011).
В окрестностях Монторсайо находится несколько каменных карьеров, в том числе карьер кремнистых песков, и многочисленные шахты, которые в прошлом использовались для добычи серебра, свинца и сурьмы.

## История
Впервые деревня упоминается в 1147 году в документе Уголино Сколарио деи Висконти и в 1188 году в документе папы Климента III. В XII веке добыча серебра и свинца, шахты которого располагались между Монторсайо и Батиньяно, стала важным экономическим фактором для деревни.
С начала XIII века замок принадлежал семье Арденгески из Сиены, которые владели многочисленными феодальными владениями между нынешними муниципальными территориями Чивителла-Паганико и Роккастрада, расширили укрепления и построили крепость. С 1255 года деревня принадлежала Сиенской республике, которая в 1270 году временно передала её сиенскому роду Салимбени в счёт погашения займов, выплаченных за битву при Монтаперти. Поскольку Сиена не смогла выплатить долг, Монторсайо и пять других замков, включая Рокка д'Орча, перешли в собственность Салимбени 17 января 1274 года. Несмотря на неоднократные попытки Сиенской республики, начиная с 1350-х годов, вернуть себе замок, Салимбени сопротивлялись до 22 августа 1404 года. Статуты были составлены в 1432 году. После поражения Сиенской республики от Козимо I Медичи, Монторсайо сопротивлялся вместе с Сиеной (в изгнании в Монтальчино) до Като-Камбрезийского мира 1559 года, а затем был присоединён к Великому герцогству Тосканскому.

## Памятники и достопримечательности

### Религиозная архитектура
- Церковь Святых Сербона и Михаила[итал.], приходская церковь деревни, задокументирована с 1188 года. Ранее в ней хранилась Мадонна с младенцем работы Сано ди Пьетро, которая сейчас находится в Музей археологии и искусства Мареммы[итал.][4]. Название Святого Михаила происходит от расположенного за стенами скита Святого Михаила Архангела, который пришёл в упадок в XVIII веке. Перестраивалась в XVII и XIX веках.
- Церковь Святого Распятия[итал.], построенная в средневековье, была восстановлена после войны. В ней хранится деревянное распятие 1629 года и деревянную фигуру Девы Марии, написанную сенесским художником в начале XV веке[4].
- Монастырь Сан-Бенедетто-алла-Наве[итал.], расположенный в 4 км от деревни на склонах Монте-Леони, был древним бенедиктинским монастырём, в котором в XIV веке жил монах Дольчино. Заброшенный в 1751 году[4], с 1428 года принадлежал движению обсервантов, а позже был превращён в сельский фермерский дом.

### Гражданская архитектура
- Цистерна Монторсайо — монументальный средневековый колодец в центре города, расположенный на одноимённой площади.
- Монумент павшим, мемориал Второй мировой войны в центре поселения[7].

### Военная архитектура
- Стены Монторсайо[итал.], датируемые XII веком. Они образуют оборонительную систему центра деревни. Некоторые участки сохранились до наших дней.
- Кассеро Сенезе (Сиенская крепость XVI века), заключённая во внутренние стены Монторсайо, некоторые оригинальные части которого сохранились на стороне, выходящей на площадь Пьяцца делла Цистерна.

Памятники в Монторсайо
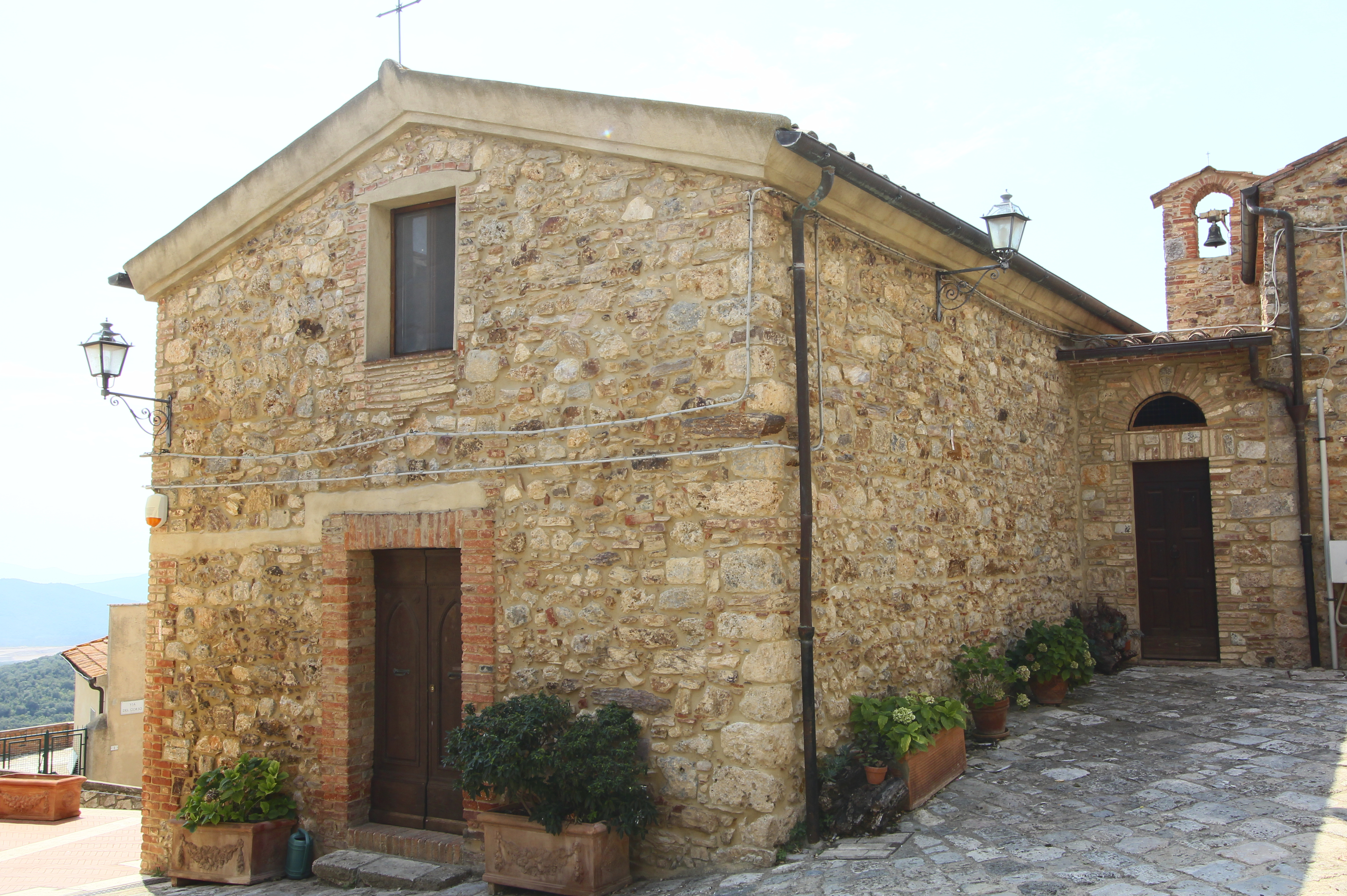
Церковь Святого распятия
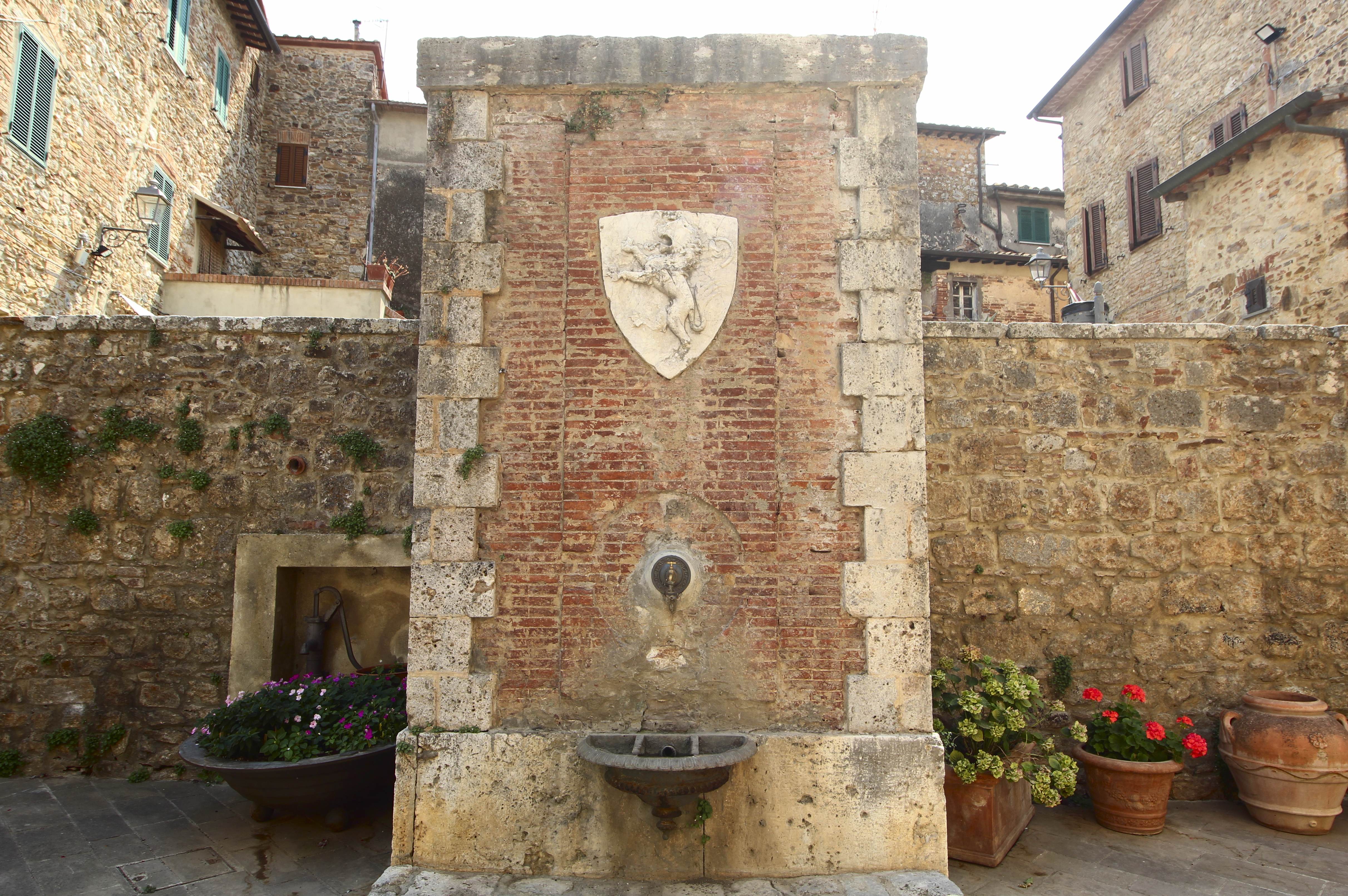
Цистерна Монторсайо
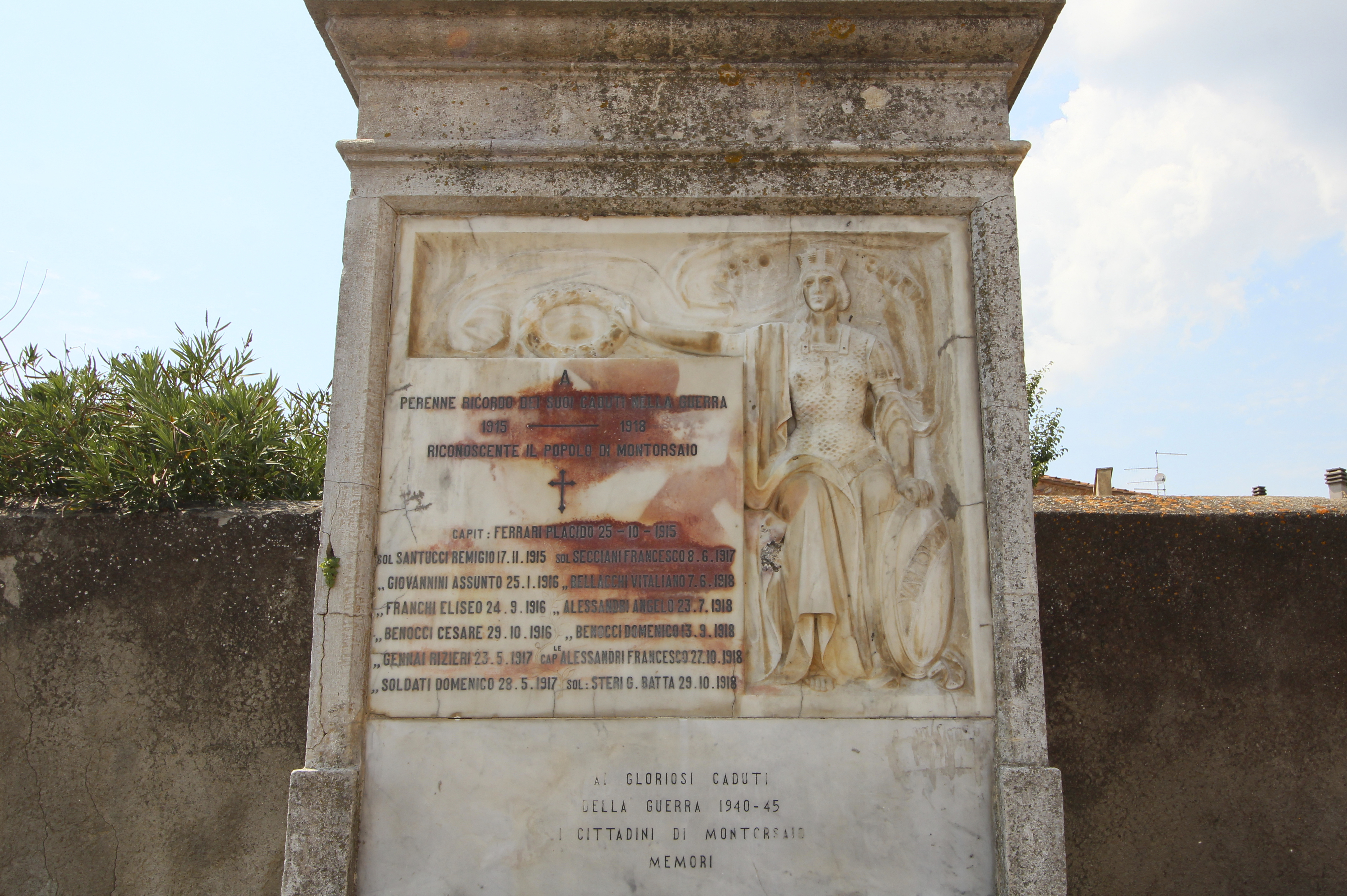
Мемориал Второй мировой войны в Монторсайо
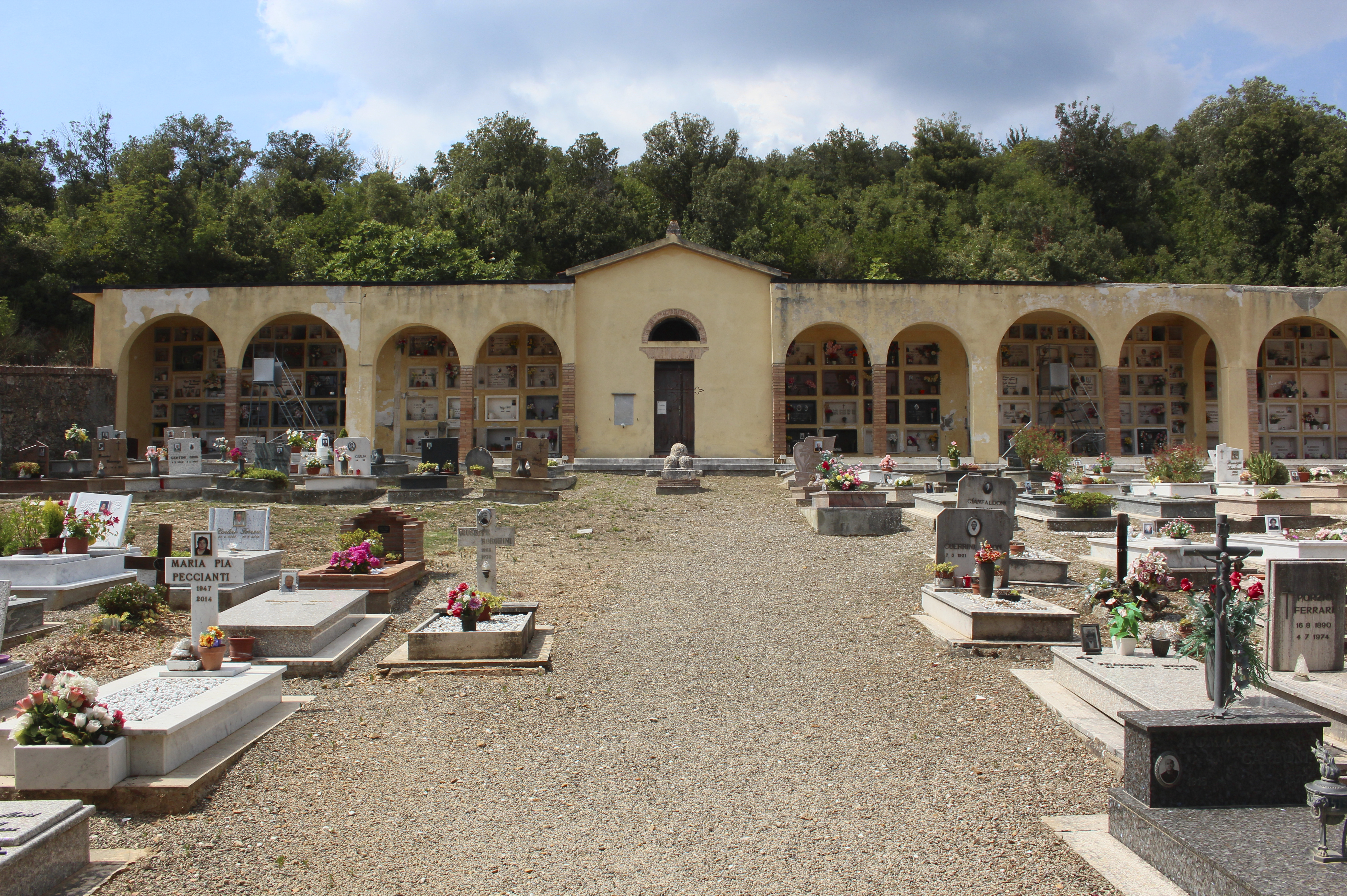
Кладбище Монторсайо
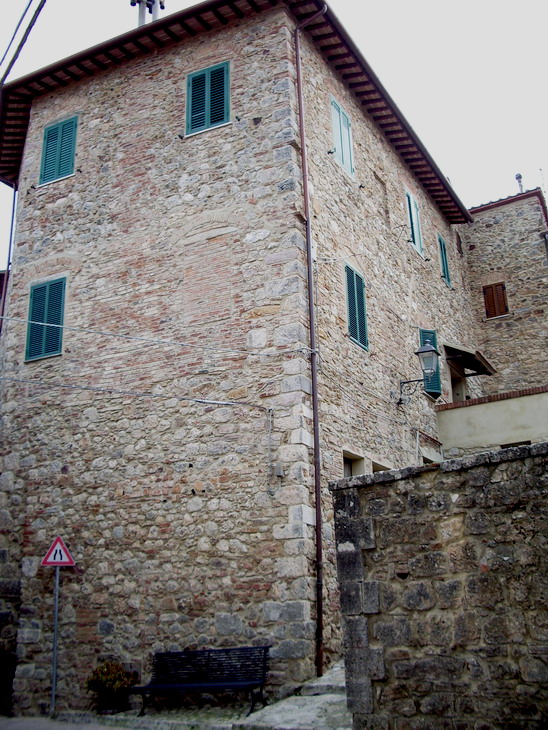
Кассеро Сенезе
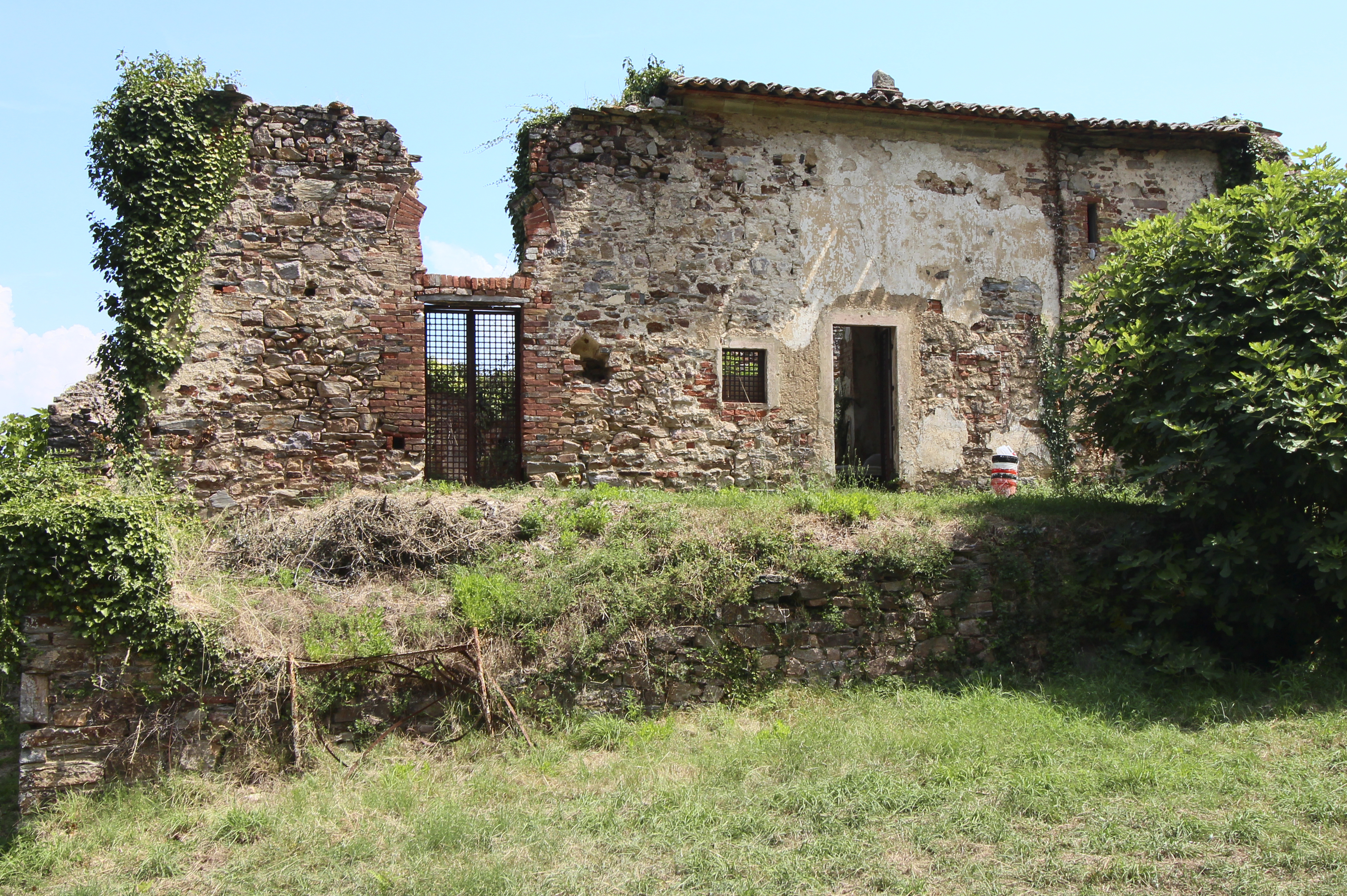
Монастырь Сан-Бенедетто-алла-Наве[итал.]
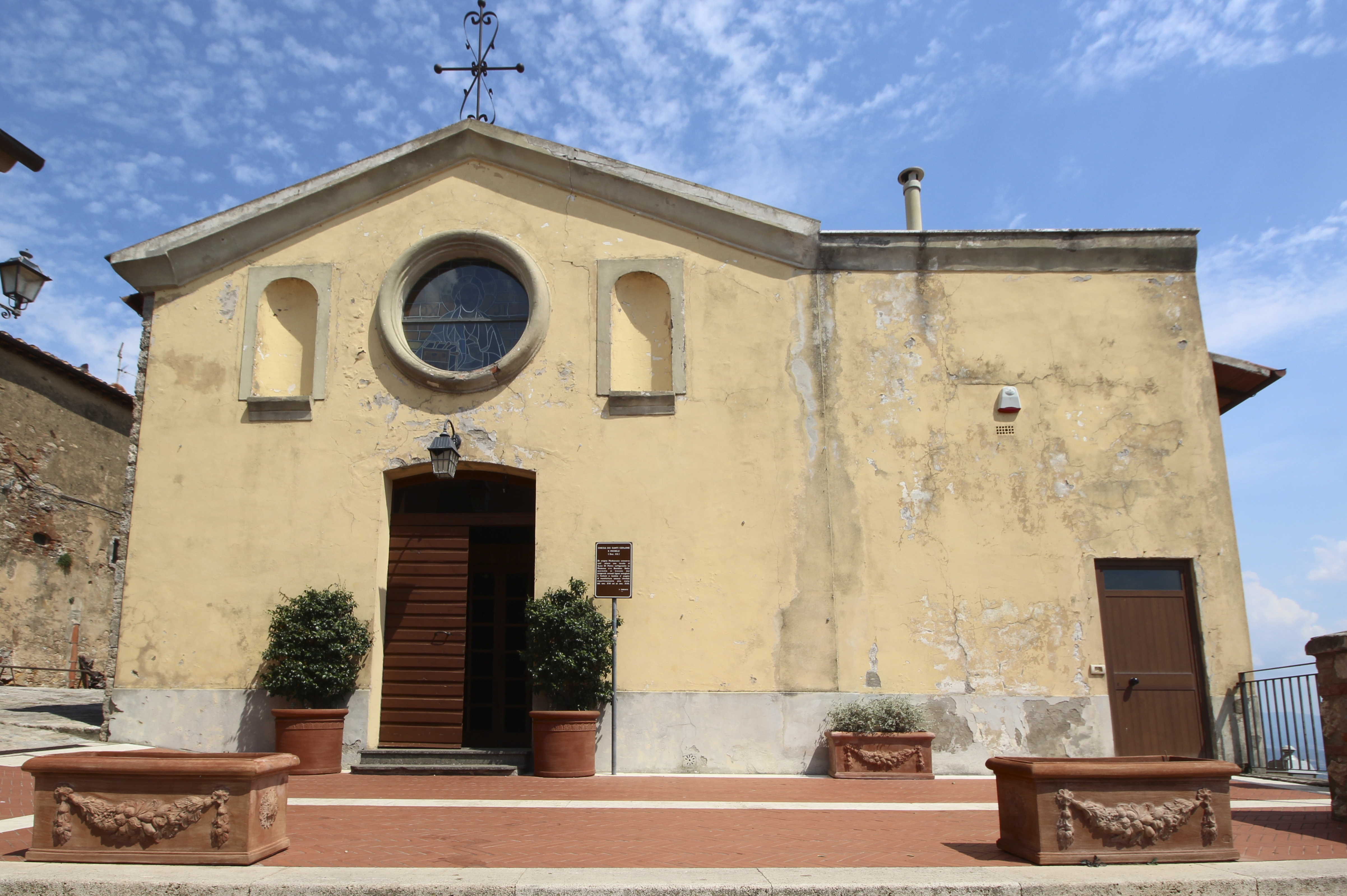
Церковь Святых Сербона и Михаила[итал.]
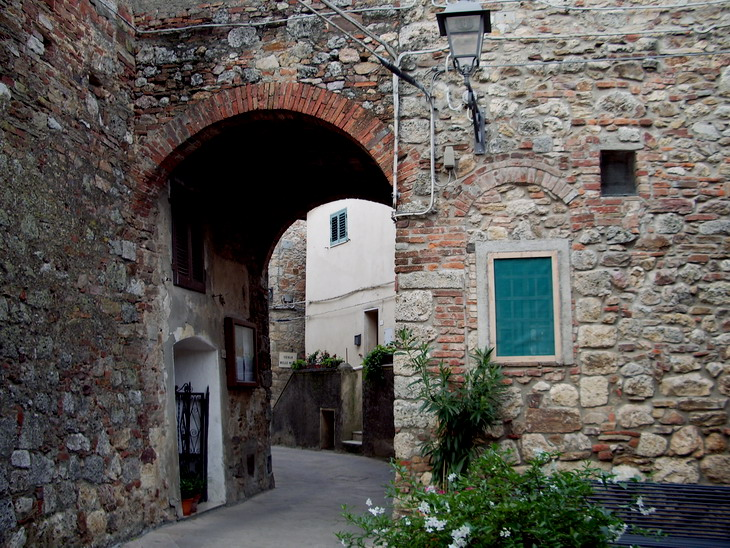
Стены и ворота поселения

## Общество

### Демографическое развитие
Ниже представлена демографическая эволюция фракции Монторсайо. Указаны жители всей фракции, а там, где это возможно, население поселения. С 1991 года Истат подсчитывает только жителей поселения, а не всей фракции. На момент переписи 2011 года население Монторсайо составляло 178 человек.
| Год  | Население | Население |
| Год  | Фракция   | Поселение |
| ---- | --------- | --------- |
| 1640 | 281       | —         |
| 1745 | 114       | —         |
| 1833 | 265       | —         |
| 1845 | 248       | —         |
| 1921 | 601       | —         |
| 1931 | 587       | —         |
| 1961 | 485       | 337       |
| 1981 | 321       | 212       |
| 1991 | —         | 190       |
| 2001 | —         | 167       |
| 2011 | —         | 178       |

## Климат
Для здешних земель характерен средиземноморский климат, лето относительно сухое и жаркое, жаркое, а зима мягкая.

## Инфраструктура и транспорт
В деревне Монторсайо находится развязка на европейском маршруте E78 Гроссето — Фано, на участке между городами Гроссето и Сиена, к которой примыкает государственная дорога 223 Паганико.